# ¿Picas o platicas?
¿Picas o platicas? es el disco debut de la banda mexicana de Ska Genitallica lanzado el 23 de noviembre de 2000 a través de Sony Music dos años después de haber compuesto sus primeros demos.
Este álbum está constituido por una gran variedad de géneros musicales entre los cuales se encuentran principalmente, Ska, Funk, Metal y Reggae los cuales han permanecido hasta ahora en la carrera artística de la banda, el éxito principal de este álbum es la canción de "Imagina", una canción muy rebelde para su época.
Gracias a este disco Genitallica realizó su primer gran gira internacional "Tu lechita y a dormir" (2000-2002).

## Lista de canciones
| N.º | Título                                            | Duración |  |
| 1.  | «Fizbe para todos»                                | 0:19     |  |
| 2.  | «Todos tomados»                                   | 2:26     |  |
| 3.  | «Capitán Peligro»                                 | 2:36     |  |
| 4.  | «Imagina»                                         | 3:01     |  |
| 5.  | «Chiquitita»                                      | 3:31     |  |
| 6.  | «Brigitte (Flojita y cooperando)»                 | 0:30     |  |
| 7.  | «Mi amigo»                                        | 2:24     |  |
| 8.  | «El vato»                                         | 2:44     |  |
| 9.  | «Pohs'»                                           | 0:24     |  |
| 10. | «Super mal»                                       | 2:58     |  |
| 11. | «(...Det Var Skibet!)(...Det Var Skibet!)»        | 0:19     |  |
| 12. | «Zorra»                                           | 2:47     |  |
| 13. | «¿Por qué, niño, por qué?»                        | 0:40     |  |
| 14. | «¿Qué fue lo que pasó?»                           | 3:28     |  |
| 15. | «Paz-Zone»                                        | 0:22     |  |
| 16. | «Quiero paz»                                      | 3:45     |  |
| 17. | «Distribuidor»                                    | 0:21     |  |
| 18. | «Super genital»                                   | 3:24     |  |
| 19. | «Mi THC (Pista oculta, inicia en el minuto 1:30)» | 4:17     |  |

- Datos: Q18418046